# Hollis (Illinois)
Hollis está situado no Condado de Peoria, Illinois. De acordo com o censo de 2010, sua população era de 1.881 pessoas e continha 768 unidades habitacionais.
De acordo com o censo de 2010, a cidade tem uma área total de 25.11 sq mi (65.0 km2), dos quais 23.97 sq mi (62.1 km2) é terra e 1.13 sq mi (2.9 km2) é água.